# Alamosa (Kolorado)
Alamosa – miasto w Stanach Zjednoczonych, w stanie Kolorado, siedziba administracyjna hrabstwa Alamosa.